# Rödhuvad dvärgpapegoja
Rödhuvad dvärgpapegoja (Agapornis pullarius) är en fågel i familjen östpapegojor inom ordningen papegojfåglar.

## Utseende och läte
Rödhuvad dvärgpapegoja är en mycket liten och kortstjärtad papegoja med mestadels grön fjäderdräkt. Hanen har en röd fläck i ansiktet och svart på undersidan av vingen. Honan har istället orangefärgat ansikte och ungfågeln helt grönt huvud. Lätet är snabbt och ljust silverklingande, ofta avgivet i flykten.

## Utbredning och systematik
Rödhuvad dvärgpapegoja förekommer i Afrika söder om Sahara. Den delas in i två underarter med följande utbredning:
- Agapornis pullarius pullarius – förekommer från Sierra Leone till Guinea, Sudan, Angola och Demokratiska republiken Kongo samt i São Tomé och Príncipe
- Agapornis pullarius ugandae – förekommer från Etiopien till Uganda, östligaste Demokratiska republiken Kongo, Rwanda och Tanzania

## Levnadssätt
Fågeln hittas i lummig savann, ungskog, galleriskog och jordbruksområden. Den påträffas vanligen i smågrupper.

## Status och hot
Arten har ett stort utbredningsområde, men tros minska i antal, dock inte tillräckligt kraftigt för att den ska betraktas som hotad. Internationella naturvårdsunionen IUCN listar arten som livskraftig (LC).

## Bilder

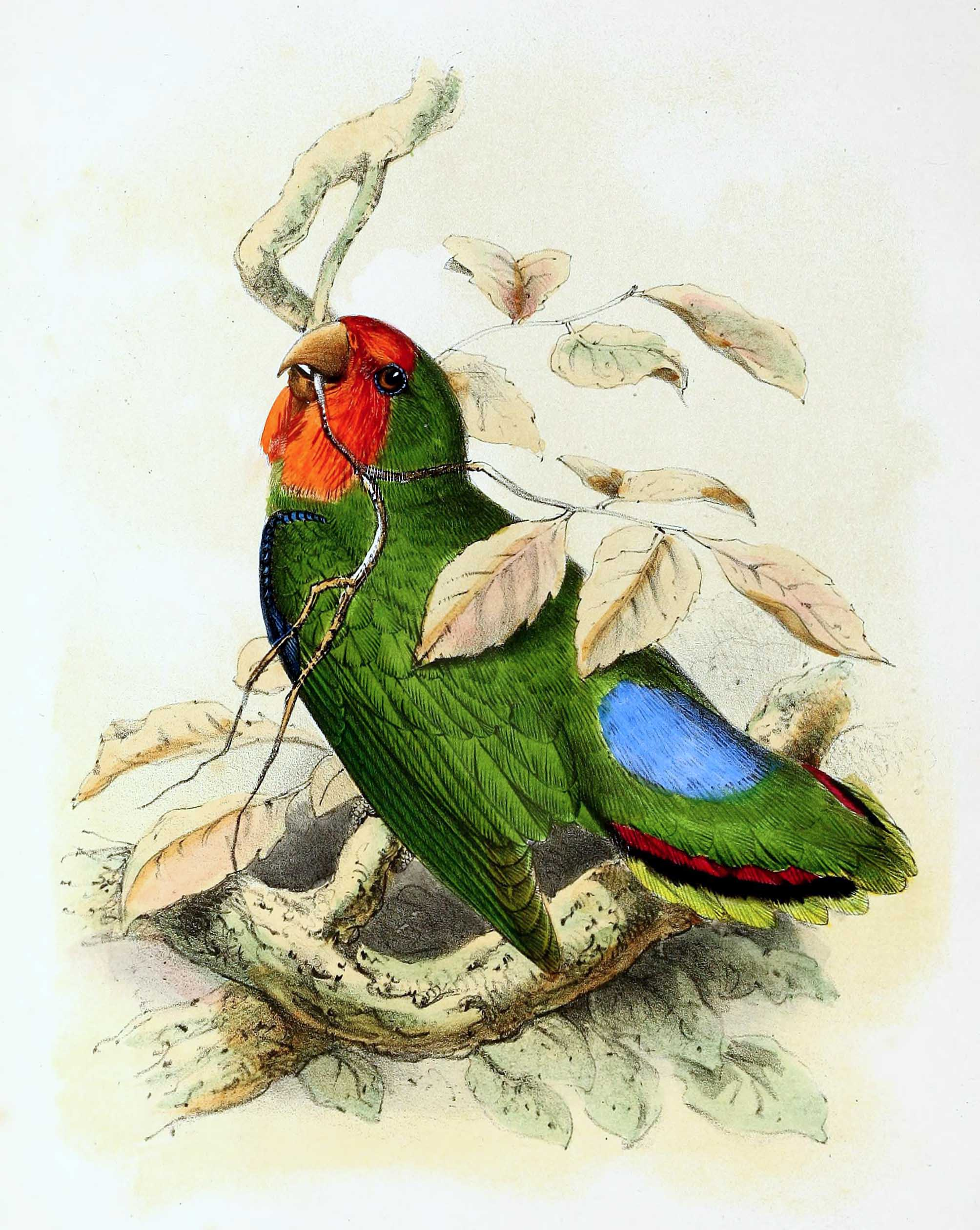
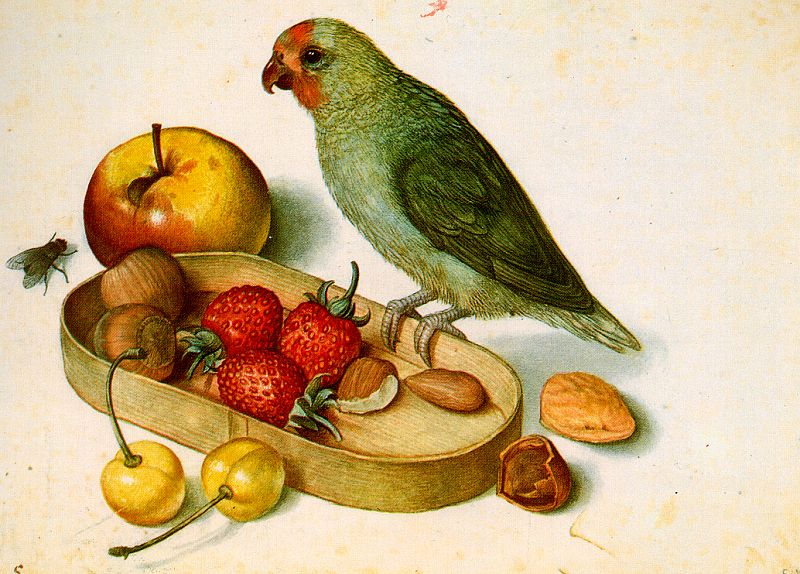